# Donald Hings
Donald Lewes Hings (Leicester, Inglaterra, 6 de Fevereiro de 1907 — Vancouver, 25 de Fevereiro de 2004) foi um inventor canadiano.
Donald Hings trabalhou numa companhia de minas canadense e, e percebeu que os geólogos daquela companhia passavam muito tempo isolados na exploração da zona Norte do país, por isso inventou para eles, em 1937, um rádio portátil capaz de transmitir voz (baseado no sistema emissão e recepção de frequência de rádio) que ficou conhecido pelo nome de walkie-talkie ("walk" significa andar e "talk", falar, em inglês). Durante a Segunda Guerra Mundial, dado o interesse do exército canadense pela sua invenção, Hings fez alguns melhoramentos, reproduzindo-se depois milhares de exemplares do walkie-talkie modelo C-58. Este foi então adotado pelas tropas canadenses e norte-americanas, tornando-se um elemento essencial para as comunicações aéro-terrestres e terrestres-marítimas na Europa e no Pacífico. 
Para além do walkie-talkie, Donald Hings foi ainda autor de cerca de 55 patentes no Canadá e nos EUA. Recebeu também prémios e distinções pelo seu trabalho, como os prémios da União Geofísica Americana, da Associação de Engenheiros Profissionais de Ontario e da Associação de Engenheiros Profissionais do Columbia Britânica (Canadá), e tornou-se membro da Ordem do Canadá e membro do Império Britânico, pelo seu contributo nas comunicações radiofónicas durante a Segunda Guerra Mundial. E em 2006 foi empossado para o Telecommunications Hall of Fame.

## Alegações
Muitas pessoas apontam Leonid Ivanovich Kupriyanovich, engenheiro da União Soviética, como criador do primeiro telefone celular. Porém, tudo indica que a invenção de Ivanovich tenha sido apenas uma cópia do walkie-talkie primeiramente inventado por Donald Hings. O primeiro dispositivo foi inventado por Hings em 1937, mas não era chamado de walkie-talkie. O nome foi dado por jornalistas no início da Segunda Guerra Mundial, período em que o aparelho despertou o enorme interesse de militares. Porém, como se tratam de tecnologias diferentes ("walkie-talkie" e telefone) essa suposição não se sustenta no meio acadêmico, mesmo porque, não há como se fazer uma ligação telefônica para um número telefônico a partir de um "walkie-talkie", pois esses aparelhos, sequer, têm botões numéricos, pois só se comunicam entre pares.